# 武者小路資俊
武者小路資俊（むしゃのこうじ すけとし、生年不明 - 応永5年（1398年）)は、室町時代中期の公卿。

## 官歴
- 時期不明：右兵衛督、従三位
- 至徳2年（1385年）：参議
- 至徳3年（1386年）：讃岐権守
- 明徳2年（1391年）：正三位、備中権守
- 応永2年（1395年）：大宰権帥
- 応永3年（1396年）：従二位
- 応永4年（1397年）：正二位、権大納言、出家のため致仕

## 系譜
- 実父：藤原房光
- 養父：武者小路教光
- 子：武者小路隆光